# Euphorbia letestui
Euphorbia letestui es una especie de fanerógama perteneciente a la familia de las euforbiáceas.  Es originaria de  Gabón.

## Descripción
Es una planta erecta como un cactus, perenne y suculenta, que alcanza un tamaño de 2-4 m de altura, con el esquema hemisférico; tronco ± cilíndrico de 20 cm de espesor, con ramificación candelabriformes.

## Ecología
Se encuentra en las pendientes rocosas de los inselberg que dominan la selva tropical. Sólo aparece en las laderas moderadamente bajas entre los bosques y las losas desnudas con Afrotrilepis.
La especie esta cercana a Euphorbia kamerunica y Euphorbia hermentiana Lemaire (= E. trigona Mill., Conocida sólo en el cultivo).

## Taxonomía
Euphorbia leonardii fue descrita por Jean Raynal y publicado en Adansonia: recueil périodique d'observations botanique, n.s. 6: 576. 1966.
Etimología
Euphorbia: nombre genérico que deriva del médico griego del rey Juba II de Mauritania (52 a 50 a. C. - 23), Euphorbus, en su honor – o en alusión a su gran vientre –  ya que usaba médicamente Euphorbia resinifera. En 1753 Carlos Linneo asignó el nombre a todo el género.
letestui: epíteto otorgado en honor del botánico francés Georges Marie Patrice Charles Le Testu (1877 - 1967), quien recolectó plantas en África tropical.